# Gibraltar en la Segunda Guerra Mundial

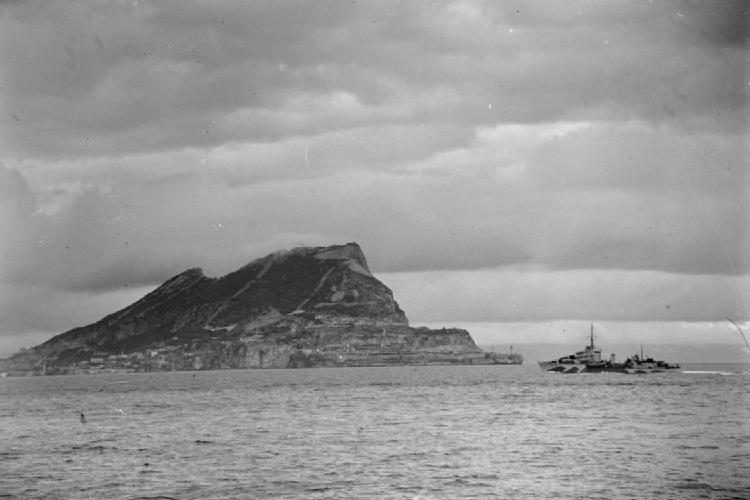
El HMS Argonaut navegando próximo al peñón de Gibraltar en noviembre de 1942. La colonia de Gibraltar permitía a los británicos controlar el mar Mediterráneo y mantener separadas la flota italiana de la flota alemana.

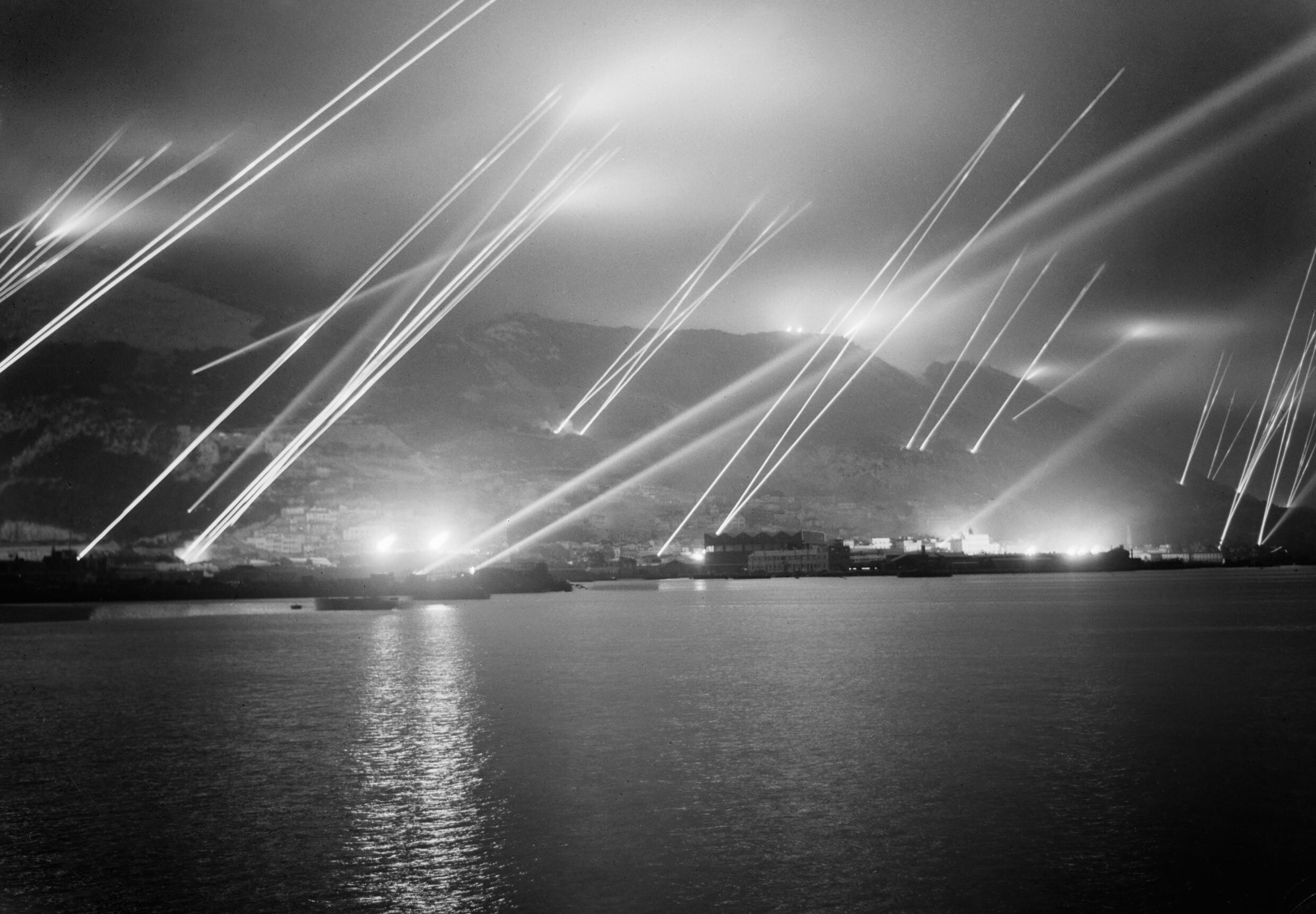
Reflectores en el cielo nocturno durante una práctica de ataque aéreo en Gibraltar, 20 de noviembre de 1942.

La historia militar de Gibraltar en la Segunda Guerra Mundial ejemplifica la posición de la colonia británica de Gibraltar como una fortaleza británica desde principios del siglo XVIII y como un factor vital en la estrategia militar británica, como punto de apoyo en el continente europeo y como bastión del poder británico en el mar. Durante la Segunda Guerra Mundial, Gibraltar desempeñó un papel vital tanto en el Teatro Atlántico como en el Teatro Mediterráneo, controlando prácticamente todo el tráfico naval que entra y sale del mar Mediterráneo desde el océano Atlántico.
Además de su posición de mando, Gibraltar proporcionó un puerto fuertemente defendido desde el cual los barcos podían operar tanto en el Atlántico como en el Mediterráneo. La Fuerza H, bajo el mando del vicealmirante James Somerville, estaba basada en Gibraltar y tenía la tarea de mantener la superioridad naval y proporcionar una escolta fuerte para los convoyes hacia y desde la isla sitiada de Malta. Durante el curso de la guerra, Gibraltar fue objeto de bombardeos aéreos desde aviones franceses del gobierno de Vichy y desde aviones de la Real Fuerza Aérea Italiana (Regia Aeronautica) con base en Cerdeña. Además, la fortaleza fue el foco de ataques submarinos de la marina italiana (Regia Marina), unidad de comando Frogman (Decima Flottiglia MAS) y sus torpedos humanos. Esta unidad italiana se basó en el barco italiano internado SS Olterra en el cercano puerto español de Algeciras. Una serie de ataques también fueron llevados a cabo por agentes españoles y gibraltareños que actuaban en nombre de la Abwehr alemana.
Dentro del peñón de Gibraltar, se excavaron kilómetros de túneles en la piedra caliza. Se destruyeron masas de roca para construir una "ciudad subterránea". Se construyeron en enormes cavernas artificiales, cuarteles, oficinas, y un hospital totalmente equipado, incluido un quirófano y equipos de rayos X.
La Operación Antorcha, la invasión aliada del África del Norte Francesa en noviembre de 1942, fue coordinada desde la Roca (en inglés the Rock of Gibraltar o también, the Rock).  El general Dwight D. Eisenhower, a quien se le dio el mando de la operación, estableció su cuartel general en Gibraltar durante las fases de planificación de la operación. Tras la finalización exitosa de la campaña del norte de África y la rendición de Italia en 1943, el papel de Gibraltar cambió de una base operativa avanzada a una posición de suministro en el área trasera. El puerto continuó operando diques secos y depósitos de suministros para las rutas de convoyes a través del Mediterráneo hasta el Día de la Victoria en 1945.

## Preludio y evacuación

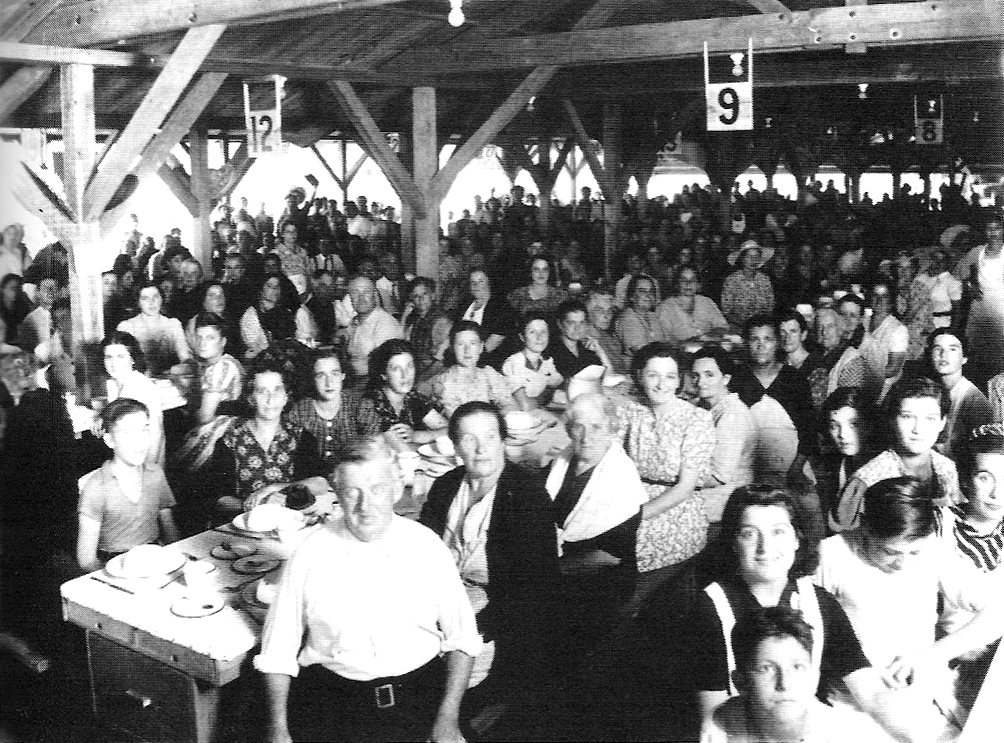
Gibraltareños comiendo en el campo de evacuados de Gibraltar en Jamaica.

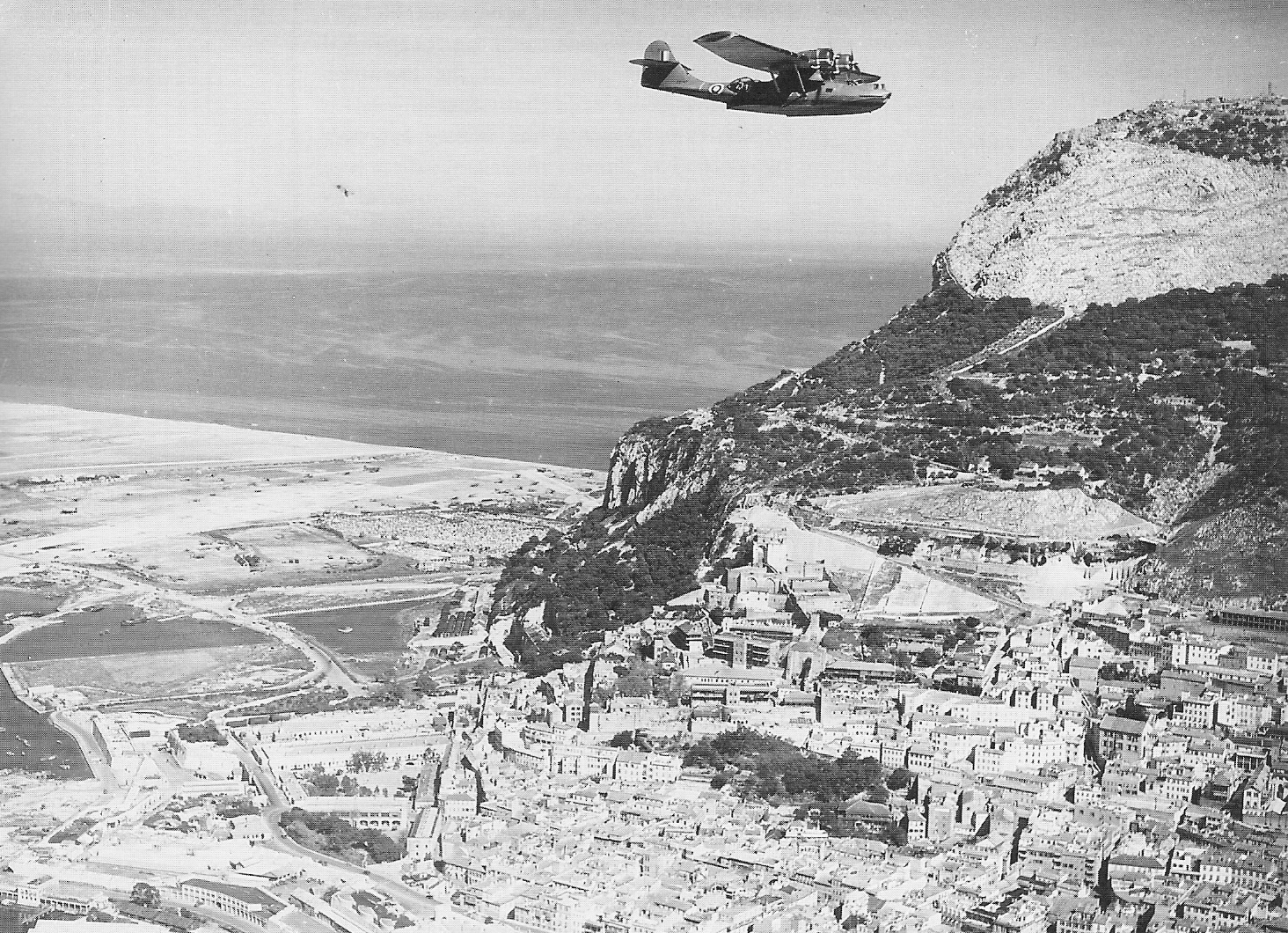
Un Catalina vuela por el frente norte de la "Roca" cuando sale de Gibraltar en una patrulla, 1942.

La Segunda Guerra Mundial cambió drásticamente la vida de los gibraltareños. La decisión de hacer cumplir la evacuación masiva para aumentar la fuerza de la Roca con más personal militar y naval significaba que la mayoría de los gibraltareños (algunos hasta por diez años) no tenían a dónde llamar "hogar". Solo a los civiles con trabajos esenciales se les permitió quedarse, pero le dio a toda la comunidad la sensación de ser 'británica' al compartir el esfuerzo de guerra.
A principios de junio de 1940, unos 13 500 evacuados fueron enviados a Casablanca en el Marruecos francés. Sin embargo, después de la capitulación de los ejércitos franceses a los alemanes más tarde en junio de 1940, el nuevo gobierno francés proalemán de Vichy encontró la presencia de los evacuados gibraltareños en Casablanca una vergüenza y buscó oportunidades para su expulsión. La oportunidad surgió pronto cuando 15 buques de carga británicos llegaron bajo el Comodoro Crichton, repatriando a 15 000 militares franceses que habían sido rescatados de Dunkerque. Una vez que sus propios soldados rescatados habían desembarcado, los barcos fueron internados hasta que acordaron llevarse a todos los evacuados. Aunque Crichton no pudo obtener permiso para limpiar y reabastecer sus barcos (y en contra de las órdenes del Almirantazgo británico que prohibían la entrada de evacuados), cuando vio a la masa de civiles que atravesaban los astilleros, abrió sus pasarelas para embarque. Justo antes, la flota británica había destruido varios buques de guerra franceses en Mers el-Kebir para evitar que terminaran en manos alemanas. El ataque, durante el cual murieron 1297 marineros franceses, provocó tensiones elevadas, que fueron evidentes cuando las tropas francesas obligaron a las familias a punta de bayoneta a embarcarse tomando solo lo que podían transportar, dejando atrás muchas posesiones. Sin embargo, cuando llegaron a Gibraltar, el gobernador no les permitiría aterrizar, temiendo que una vez que los evacuados estuvieran de vuelta en la Roca, sería prácticamente imposible evacuarlos por segunda vez. Multitudes se reunieron en la plaza de John Mackintosh en el centro de Gibraltar cuando se supo la noticia, se hicieron discursos y dos concejales de la ciudad acompañados por el presidente interino de la Biblioteca de Intercambio y Comercial fueron a ver al gobernador (Sir Clive Liddell ) para pedirle que A los evacuados se les permita aterrizar. Después de recibir instrucciones de Londres , se permitió un aterrizaje siempre que los evacuados regresaran cuando llegaran otros barcos para alejarlos de la Roca, y para el 13 de julio se había completado la reevacuación de regreso a Gibraltar.
El político conservador británico Oliver Stanley acordó aceptar a los evacuados en el Reino Unido, pero discutió con Gibraltar sobre la cantidad de personas involucradas. El Gobernador, declaró, había dado el número de evacuados primero como 13 000, luego como 14 000 y finalmente como 16 000. Pidió que se aclarara la situación, enfatizando la escasez de alojamiento en Gran Bretaña e insistiendo en que solo 13 000 podrían ser aceptados, 2000 de los cuales serían enviados a la isla portuguesa de Madeira en el Atlántico. La situación, respondió el general Liddell el 19 de julio, "es que esta es una fortaleza susceptible de ataques pesados e inmediatos y no debería haber civiles aquí mientras que hay 22 000. El número 13 000 fue enviado a Marruecos, y más han sido enviados si la situación no hubiera cambiado". En Londres, los evacuados fueron puestos en manos del Ministerio de Salud, y muchos fueron alojados en el área de Kensington. La preocupación por ellos en Gibraltar aumentó cuando los ataques aéreos contra Londres se intensificaron, junto con la llegada de cartas desgarradoras, describiendo las circunstancias en que vivían los evacuados.
En septiembre ya circulaban rumores entre los evacuados, y en Gibraltar, que la posibilidad de volver a evacuar a los gibraltareños una vez más estaba siendo discutida, esta vez el destino era Jamaica , en el Caribe. Después de mucha discusión, se decidió enviar una fiesta directamente desde Gibraltar a la isla, y 1093 evacuados partieron a Jamaica directamente, el 9 de octubre, y más seguidores más tarde. Sin embargo, las peticiones siguieron y las demandas se cumplieron, en parte por razones estratégicas y la falta de envíos disponibles. La situación a fines de 1940, por lo tanto, era que aproximadamente 2000 evacuados se encontraban en Jamaica y un número menor en Madeira, con el grueso de alrededor de 10 000 alojados en el área de Londres.

## Participación de la Royal Air Force: 1939–1941

Una excavadora y una aplanadora que se utilizaron durante la construcción de un nuevo aeródromo para luego convertirse en el Aeropuerto de Gibraltar, noviembre de 1941.

La construcción de una pista de superficie sólida comenzó a fines de 1939 y en 1940 se propuso extender la pista existente a una longitud de 1550 yardas (1417 m). La recuperación de tierras comenzó a fines de 1941 junto con la construcción de un campamento de la RAF en el "Frente Norte", ahora RAF Gibraltar. La RAF envió su próximo escuadrón a Gibraltar en este momento y fue en septiembre de 1939 cuando se declaró la guerra con Alemania y la fuerte posibilidad de que los submarinos alemanes se concentraran en el Estrecho de Gibraltar y usaran las instalaciones portuarias españolas, se hizo grande en el pensamiento del Almirantazgo. Entonces, a las 09:00 ( UTC ) del 9 de septiembre de 1939,El Escuadrón n.º 202 de la RAF recibió la orden de ir a Gibraltar y cargarlo a los gunwales con equipo.
El 25 de septiembre de 1939, el Grupo No 200 (Costero) se formó como una formación subordinada a HQ RAF Mediterranean en control del No 202 Sqn. La función del Grupo era el control de las unidades de la Royal Air Force que operaban desde Gibraltar. A finales de 1940 el Grupo fue transferido al Comando Costero. Más tarde se formó un cuartel general combinado que comenzó a funcionar a principios de 1942.

## Ataques franceses de Vichy: 1940
El 18 de julio de 1940, después del ataque a la flota francesa en Mers-el-Kébir por parte de los británicos, el gobierno de Vichy autorizó un bombardeo de Gibraltar como respuesta. Se informó que se habían hecho pocos daños.
El martes 24 de septiembre, la agencia de noticias italiana Agenzia Stefani informó: "Como represalia por el bombardeo de Dakar ayer por la mañana, ciento veinte aviones franceses con base en Marruecos atacaron Gibraltar". El mismo día, la Agencia de Prensa Unida informó: "El gobierno francés emitió una denegación oficial de informes, según los cuales se decía que los aviones franceses habían atacado Gibraltar. Hasta ahora, no se han tomado represalias". Pero el informe de United Press terminó con una nota ominosa con: "Las represalias francesas son inminentes".
Nuevamente, el mismo día, el gobierno francés de Vichy emitió órdenes para bombardear la base naval y la ciudad de Gibraltar. Como resultado, seis escuadrones de bombarderos de la Fuerza Aérea Francesa de Vichy (Armée de l'Air de Vichy) y cuatro escuadrones de la Armada Francesa de Vichy (Marine nationale de Vichy) fueron empleados en la operación. Los 64 bombarderos volaron desde bases en Orán, Tafaroui (en Argelia), Meknes, Mediouna y Port Lyautey (en Marruecos). La acción francesa fue aprobada tanto por la Comisión de Armisticio de Alemania como por la Comisión de Armisticio de Italia.
No se encontraron aviones británicos y se causó mucho daño en el área al sur de la fortaleza. El muelle y un gran barco en el puerto sufrieron graves daños. En la parte norte de Gibraltar, estallaron incendios.
El 25 de septiembre, los franceses regresaron con una fuerza mayor de ochenta y tres bombarderos para causar daños adicionales a la base naval y las instalaciones portuarias. Una vez más, los aviones de la Royal Air Force británica no aparecieron. Sin embargo, las tripulaciones francesas informaron haber encontrado fuertes disparos antiaéreos. Se perdió un bombardero LeO 451 y otros 13 aviones sufrieron daños leves durante los dos días de ataques con bombas. El barco de arrastre armado británico HMT  Stella Sirius fue hundido por las bombas.
El ataque aéreo del 25 de septiembre fue el último de las fuerzas de Vichy en Gibraltar.

## Operación Félix: 1940–1941

Despliegue de tropas previsto por el Alto Mando Alemán en la península ibérica y posible respuesta esperada de las tropas aliadas.

La Roca atravesó la guerra relativamente indemne pero, dada su importancia estratégica, Alemania hizo planes para capturar Gibraltar. Denominado "Operación Félix" , el plan firmado por el propio Adolf Hitler fue formulado al más alto nivel de mando. Con o sin permiso, Alemania entraría por España y atacaría a Gibraltar para expulsar a los británicos del Mediterráneo occidental. El Estrecho de Gibraltar se cerraría efectivamente a los Aliados una vez que Gibraltar estuviera en manos alemanas, lo que obligaría a los envíos aliados con destino a Asia a recorrer todo África en lugar de continuar hacia el este por la ruta más corta a través del Mediterráneo y el Canal de Suez. La roca iba a ser fuertemente bombardeada por aviones que salían de Francia pero aterrizaban después en las bases aéreas españolas. Para negar una posible captura española de la base, los planificadores alemanes decidieron que el ataque final para apoderarse de Gibraltar debía ser realizado solo por tropas alemanas.
El fracaso diplomático en los niveles más altos del gobierno (Entrevista de Hendaya) impidió que la operación ocurriera a principios de 1941, que había sido elaborada en detalle por la Wehrmacht en el verano y el otoño de 1940.
El XLIX Cuerpo del General Ludwig Kübler llevaría a cabo el ataque real contra la Roca. Las fuerzas de asalto comprenderían el Regimiento de Infantería Großdeutschland , el 98.º Regimiento de la 1.ª División de Montaña, 26 batallones de artillería media y pesada, tres batallones de observación, tres batallones de ingenieros, dos batallones de humo, un destacamento de 150 Brandenburgers y hasta 150 vehículos de demolición en miniatura controlados a distancia (Goliat), repletos de explosivos.
Como parte de una operación de fuerza combinada, la Fuerza Aérea Alemana (Luftwaffe) contribuiría con Ju 88As, Stukas, Messerschmitts , tres batallones ligeros AA y tres batallones pesados AA. La Kriegsmarine de la Alemania nazi cooperaría utilizando U-boats para interferir con el movimiento naval británico y emplazando baterías costeras para desalentar aún más a la Royal Navy.
El 10 de marzo de 1941, cuando se avecinaba la Operación Barbarroja, Félix fue modificado a la Operación Félix-Heinrich, por la cual las tropas alemanas serían retiradas de la URSS para capturar Gibraltar. Como resultado de la intransigencia del dictador español Francisco Franco, la operación fue pospuesta, modificada y finalmente abandonada.

## Bombardeos italianos de Gibraltar

Cañón de defensa costera en la cima de Gibraltar, 1942.

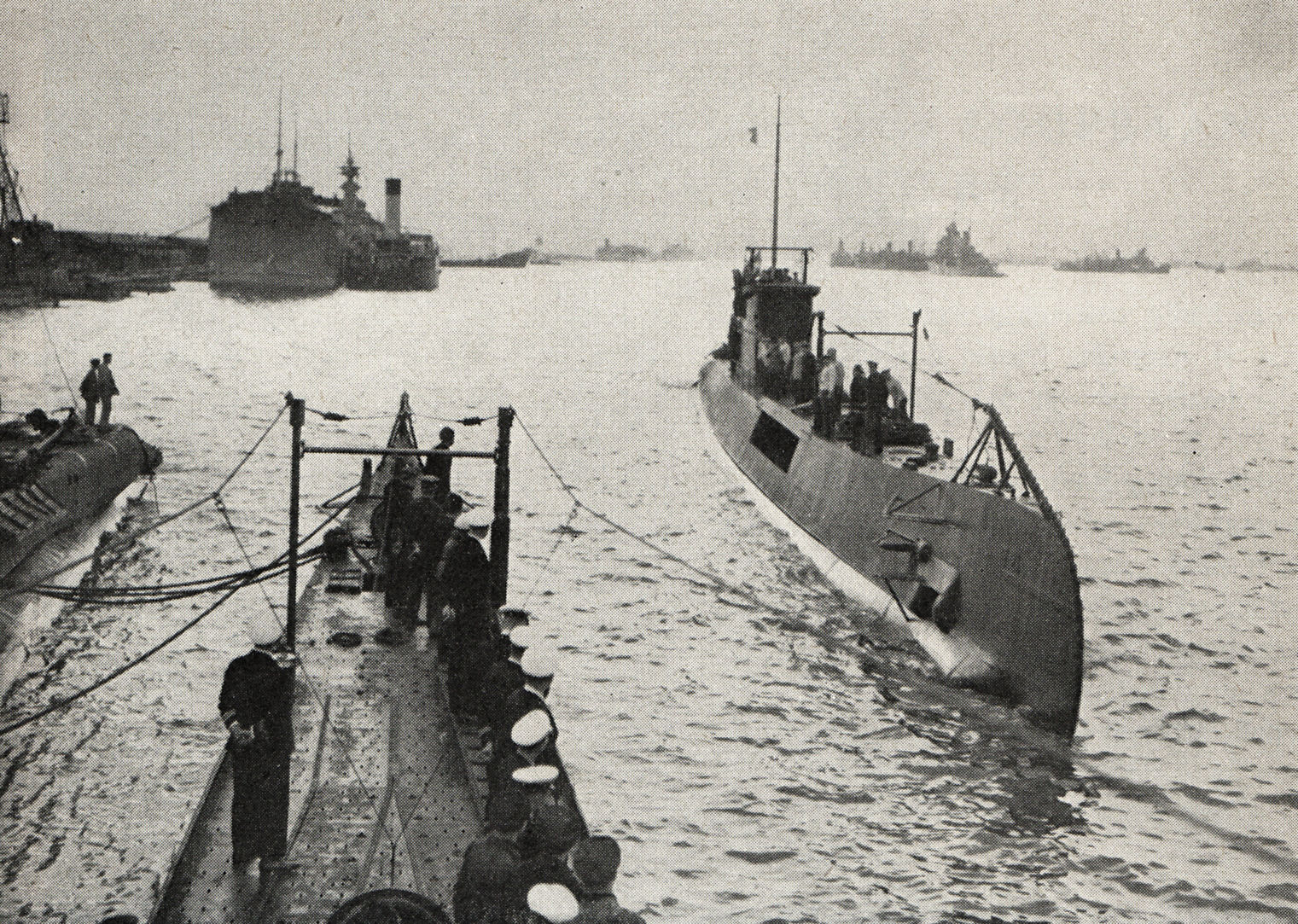
Submarino británico HNLMS O 21 entrando en el puerto de Gibraltar.

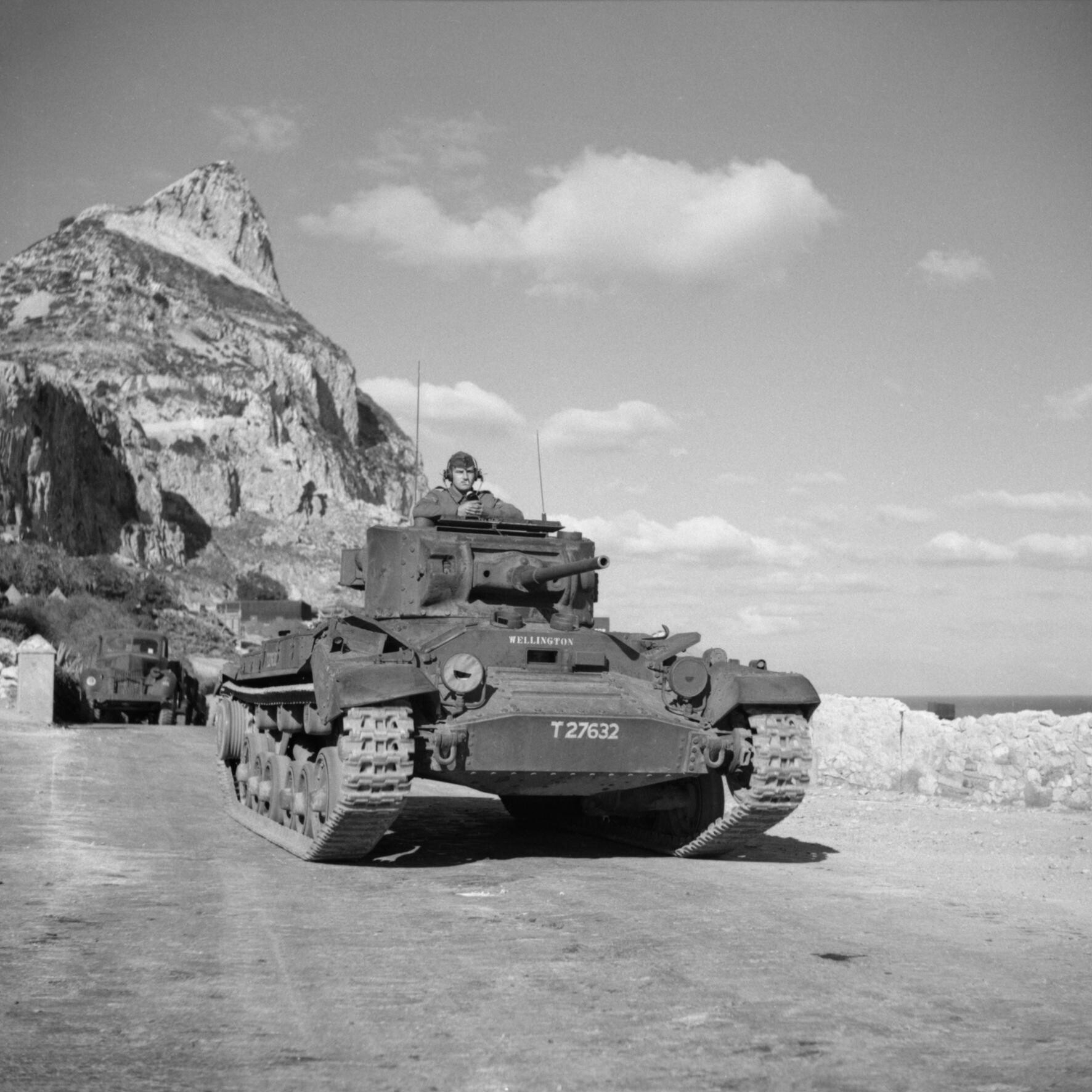
Un tanque británico Valentine Mk. II recién llegado a Gibraltar, el 30 de noviembre de 1942.

Desde Cerdeña, los bombarderos italianos Piaggio P.108 atacaron Gibraltar varias veces, principalmente en 1942. Las últimas incursiones en Gibraltar se realizaron durante la invasión aliada de Argelia en 1942, cuando esos bombarderos alcanzaron con éxito incluso el puerto de Orán.
La única unidad de la Regia Aeronautica en volar el Piaggio P.108 fue el "274.º Escuadrón de bombardeo de largo alcance". Esta unidad se formó en mayo de 1941 alrededor de las primeras máquinas que salieron de las líneas de ensamblaje. El entrenamiento de las tripulaciones duró mucho más de lo anticipado y solo en junio de 1942 el 274 ° entró en funcionamiento. Las incursiones más espectaculares con los bombarderos P. 108 se realizaron en octubre de 1942 cuando varios ataques nocturnos contra Gibraltar se llevaron a cabo desde Cerdeña.
Después del armisticio de Cassibile (8 de septiembre), la República Social Italiana aliada de Alemania lanzó al menos dos incursiones en Gibraltar: una en la noche del 4 al 5 de junio de 1944 con diez aviones SM.79bis y otra el 6 de junio con nueve aviones. Ambas salidas fueron realizadas por el Gruppo Aerosiluranti "Buscaglia – Faggioni".
| Fecha                    | Unidad                                                   | Bombardero | Número |
| 17/18 de julio de 1940   | Reparto sperimentale                                     | SM.82      | 3      |
| 25/26 de julio de 1940   | Reparto sperimentale                                     | SM.82      | 3      |
| 20/21 de agosto de 1940  | Reparto sperimentale                                     | SM.82      | 2      |
| 6 de junio de 1941       | Reparto sperimentale                                     | SM.82      | 1      |
| 11 de julio de 1941      |                                                          | SM.82      | 1      |
| 13 de julio de 1941      |                                                          | SM.82      | 1      |
| 14 de julio de 1941      |                                                          | SM.82      | 1      |
| 1 de abril de 1942       | 47.ª Squadriglia                                         | SM.82      | 3      |
| 28/29 de junio de 1942   | 274.ª Squadriglia Autonoma Bombardamento                 | P.108B     | 5      |
| 3 de julio de 1942       | 274.ª Squadriglia Autonoma Bombardamento a Grande Raggio | P.108B     | 1      |
| 24 de septiembre de 1942 | 274.ª Squadriglia Autonoma Bombardamento a Grande Raggio | P.108B     | 2      |
| 20 de octubre de 1942    | 274.ª Squadriglia Autonoma Bombardamento a Grande Raggio | P.108B     | 4      |
| 21 de octubre de 1942    | 274.ª Squadriglia Autonoma Bombardamento a Grande Raggio | P.108B     | 3      |
| 19 de julio de 1943      | 132.º Gruppo Autonomo Aerosiluranti                      | SM.79      | 10}}   |

## Redadas de hombres rana italianos 1940–1943
Conocido como el "Caballo de Troya flotante de Gibraltar", Decima Flottiglia MAS, una unidad italiana de comando de rana creada durante el gobierno fascista , participó en numerosos ataques contra el puerto de Gibraltar.
Gibraltar era un objetivo muy tentador para los italianos, que lo veían como un refugio para los buques de guerra británicos y los buques mercantes aliados. Los hombres rana italianos utilizaron originalmente una villa española ( Villa Carmela ) ubicada a dos millas (3 km) de Gibraltar, propiedad de un oficial italiano que se había casado con una mujer española llamada Conchita Ramognino. Su base se trasladó más tarde al petrolero italiano SS Olterra, internado en Algeciras.
| Fecha                    | Crónica de operaciones del Decima Flottiglia MAS en Gibraltar |
| ------------------------ | --- |
| 21 de agosto de 1940     | El submarino italiano Iride abandonó La Spezia en Italia con planes de atacar Gibraltar el 22 de agosto de 1940. |
| 24 de septiembre de 1940 | El submarino italiano Sciré, comandado por Junio Valerio Borghese, salió de La Spezia con tres torpedos tripulados y ocho tripulantes. El ataque se suspendió y el submarino ordenó regresar a La Maddalena porque la flota británica había abandonado Gibraltar antes de que el Sciré pudiera ponerse en posición. |
| 21 de octubre de 1940    | El Sciré salió de La Spezia y navegó a Gibraltar con tres torpedos tripulados y ocho tripulantes. Los torpedos tripulados entraron al puerto, pero no dañaron barcos. Dos de los tripulantes fueron capturados y los otros seis escaparon a España y finalmente regresaron a Italia. Los seis escapados incluyeron a Teseo Tesei y Alcide Pedretti. Su torpedo tripulado luego desembarcó en la Bahía Espigón y fue internado por las autoridades españolas. |
| 25 de mayo de 1941       | El Sciré salió de La Spezia con tres torpedos tripulados. En Cádiz (España), cargaba en secreto a seis tripulantes. No encontraron buques de guerra en Gibraltar porque el HMS Renown, Ark Royal y Sheffield habían sido ordenados al Atlántico como parte de la búsqueda del acorazado alemán Bismarck, que fue hundido el 27 de mayo. |
| 10 de septiembre de 1941 | El Sciré salió de La Spezia con tres torpedos tripulados. Cargó en secreto a seis tripulantes en Cádiz y hundió tres barcos: dos petroleros llamados Denbydale y Fiona Shell, y un buque de carga, el Durham. Las tripulaciones de los torpedos nadaron hacia territorio español después de disparar sus armas y luego regresaron a Italia. |
| Julio de 1942            | Los hombres rana italianos establecieron una base en el buque de carga italiano Olterra, que fue internado en Algeciras, cerca de Gibraltar. Todos los materiales tuvieron que ser trasladados en secreto por España, limitando así las operaciones. |
| 13 de julio de 1942      | 12 hombres rana italianos nadaron desde Villa Carmela hasta el puerto de Gibraltar y colocaron explosivos, hundiendo a cuatro cargueros ( Meta , Empire Snipe , Baron Douglas, Shuma). |
| 15 de septiembre de 1942 | Los hombres rana italianos hundieron el barco de vapor Ravens Point. |
| 17 de diciembre de 1942  | Seis italianos en tres torpedos abandonaron el Olterra para atacar a los buques de guerra británicos HMS Nelson, Formidable y Furious. Una lancha patrullera británica mató a la tripulación de un torpedo (el teniente Visintini y el suboficial Magro) con una carga de profundidad. Sus cuerpos fueron recuperados, y sus aletas fueron tomadas y utilizadas por dos de los buzos de la guardia británica de Gibraltar; Sydney Knowles y el comandante Lionel Crabb. Una lancha patrullera británica detectó otro torpedo y lo persiguió y disparó, capturando a sus dos tripulantes. El torpedo restante regresó al Olterra , habiendo perdido su piloto trasero. |
| 8 de mayo de 1943        | Tres torpedos tripulados italianos abandonaron el buque de carga Olterra para atacar Gibraltar con mal tiempo y hundieron el buque American Liberty Pat Harrison y los cargueros británicos Mahsud y Camerata. |
| 3 de agosto de 1943      | Tres torpedos tripulados italianos abandonaron el Olterra para atacar Gibraltar, y nuevamente hundieron a tres mercantes: el noruego Thorshøvdi, el estadounidense Liberty Harrison Gray Otis y el británico Stanridge. |

## Saboteadores alemanes de Abwehr desde España

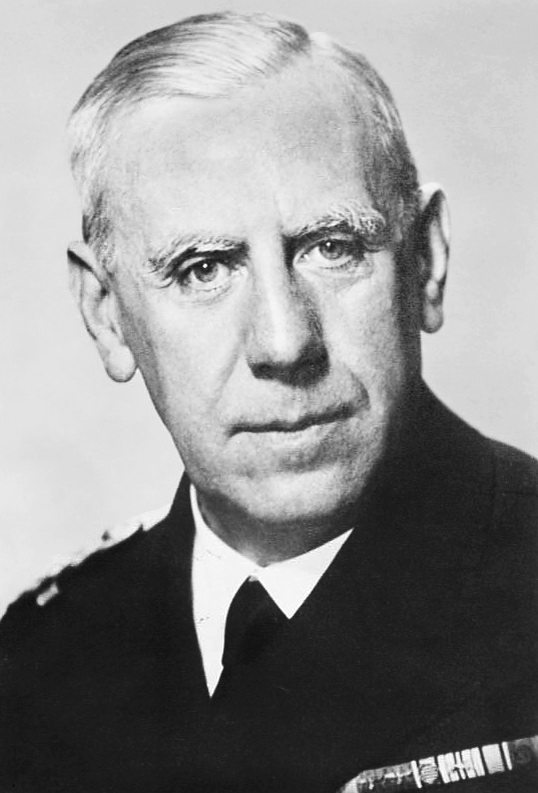
Wilhelm Canaris, jefe de la Abwehr.

Menos conocidas que las acciones italianas fueron las operaciones de sabotaje y los ataques de la mina de lapa realizados por agentes españoles y gibraltareños reclutados en el Campo de Gibraltar por los alemanes. La Abwehr contactó a un oficial de personal español de Campo de Gibraltar, el teniente coronel Eleuterio Sánchez Rubio, un oficial español, miembro de Falange y coordinador de las operaciones de inteligencia en el Campo, para establecer una red de saboteadores con acceso a Gibraltar. Sánchez Rubio designó a Emilio Plazas Tejera, también miembro de Falange, como jefe de operaciones de la organización. La mayoría de los reclutas para las operaciones de sabotaje eran españoles del Campo. Se utilizó una combinación de recompensa financiera, compromiso ideológico y algunas amenazas e intimidación para reunir un número significativo de agentes. Según la inteligencia británica, había al menos 183 españoles y gibraltareños involucrados en las operaciones de espionaje y sabotaje contra Gibraltar.
Las operaciones de sabotaje se ordenaron desde Berlín a fines del otoño de 1940, pero el trabajo real no comenzó hasta principios de 1941. Las primeras operaciones no tuvieron éxito. Un primer intento de contrabandear una bomba en Gibraltar fue abortado, ya que el dispositivo de sincronización estaba defectuoso. En febrero hubo una gran explosión en el Túnel del Norte, y en abril explotó una bomba cerca del aeródromo. Sin embargo, en junio de 1941, la inteligencia británica frustrado un nuevo intento, por parte de un agente alemán, de unir una mina junto a un buque de carga aliado. Otro intento falló cuando Plazas colocó una bomba dentro de una tienda de municiones pero no pudo llevar el explosivo. No fue sino hasta 1942 que las operaciones comenzaron a tener éxito. En enero de 1942, dos agentes españoles lograron destruir dos aviones en la pista de aterrizaje del Frente Norte.
Financiados, entrenados y equipados por los alemanes, los saboteadores hundieron al arrastrero armado HMT Erin y destruyeron el dragaminas auxiliar HMT Honju , que causó la muerte de seis marineros británicos el 18 de enero de 1942. Plazas fue asistido por el comandante naval español de Puente Mayorga, Manuel Romero Hume, quien le permitió varar un bote de remos allí. Sin embargo, la inteligencia británica pudo contrarrestar las operaciones de sabotaje. En marzo de 1942, un gibraltareño, José Key, uno de los agentes más destacados que trabajan para los alemanes, responsable de la recopilación de información sobre movimientos militares para la Abwehrfue arrestado y ejecutado en la prisión de Wandsworth a fines de 1942. En septiembre de 1942, Plazas, cuyas actividades fueron monitoreadas de cerca por los británicos en ese momento, renunció y dejó a Carlos Calvo, su segundo al mando, a cargo de las operaciones. A finales de 1942, la sede alemana en Berlín ordenó la expansión de las operaciones de sabotaje. A principios de 1943, la llegada de un experimentado jefe de operaciones de Abwehr a España mejoró el alcance de las operaciones.
En marzo de 1943, los agentes de Calvo hicieron explotar un depósito de municiones. Los británicos, cada vez más sospechosos de algunos de los saboteadores, les prohibieron ingresar a Gibraltar. Esto obligó a la Abwehr a pedirle a Calvo nuevo personal. Un español que trabajaba en la Roca, José Martín Muñoz, fue responsable de la explosión y el incendio en un gran tanque de combustible en Coaling Island el 30 de junio de 1943; Sin embargo, esta misión sería la primera y la última para Muñoz, porque fue arrinconado y arrestado por las autoridades británicas en agosto, cuando trató de introducir una bomba en una revista de armas dentro de Ragged Staff Cave. Después de ser condenado a muerte, el verdugo británico Albert Pierrepoint lo colgó el 11 de enero de 1944 en Gibraltar. Un miembro de una red de sabotaje Abwehr no relacionada, Luis López Cordón-Cuenca (también arrestado en 1943) fue ejecutado por Pierrepoint el mismo día. El propio Calvo fue arrestado por la policía española y neutralizado. Volvería a ser un hombre libre en diciembre, cuando se reincorporó a la Abwehr en Madrid, por orden directa de Wolfgang Blaum, también conocido como Baumann, jefe de la sección de sabotaje en España. Después de un intento de atentado falangista contra la vida del general pro-aliado José Enrique Varela, perpetrado por el agente de la red de Sánchez Rubio, Juan José Domínguez Muñoz, y una reunión entre Anthony Eden y el embajador español en Londres, Jacobo Fitz-James Stuart, Las actividades de Abwehr alrededor de Gibraltar llegaron a su fin.

## Operación Tracer: 1941–1942

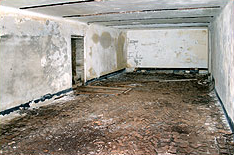
Sala principal de la Operación Tracer's Stay Behind Cave..

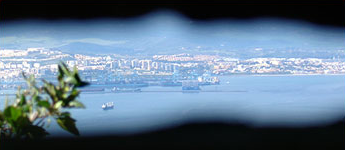
Vista de la Bahía de Gibraltar a través de la ranura de observación en el puesto de observación oeste de la Operación Tracer.

La Operation Tracer (Operación Trazador) era un plan británico de alto secreto Red Stay Behind de espionaje, misión que era sólo para ser ejecutada si Gibraltar fuera capturada por las potencias del Eje. Seis hombres debían ser sellados en una cueva y dejarlos con suficientes suministros durante 7 años. Los voluntarios, dos médicos, tres señalizadores y su líder, tendrían un puesto de observación con una rendija de 12 pulgadas (300 mm) por 6 pulgadas (150 mm) mirando hacia el puerto y una terraza exterior oculta sobre el Mediterráneo. El equipo luego enviaría todos los movimientos de envío al Almirantazgo británico.
Les dijeron que no habría salida y que cualquiera que muriera dentro de la cámara tendría que ser embalsamado y cementado en el piso de ladrillo. Solo si Alemania fuera derrotada dentro de su primer año serían liberados.
Como la amenaza de invasión se sintió claramente a fines de 1941, se formó una idea para una serie de puestos de observación secretos (primero en Gibraltar y luego en otros lugares como Malta y Adén) bajo la Operación Tracer.
El trabajo en Gibraltar comenzó inmediatamente bajo el comandante Geoffrey Birley y su ingeniero jefe, el coronel Fordham. El sitio elegido en la batería de Lord Airey en el extremo sur de la roca ya tenía un esquema de túneles existente para un refugio. Las extensas pruebas del equipo comenzaron en enero de 1942 bajo la supervisión del experto en radio MI6, coronel Richard Gambier-Parry . También se pensó mucho en el tipo de hombres necesarios para una tarea tan extraña y exigente. Un miembro de la desafortunada expedición británica a la Antártida de Scott, George Murray Levick, fue llamado como cirujano-comandante para asesorar sobre técnicas de supervivencia. Hubo cuestiones prácticas como la dieta, el ejercicio, el saneamiento y la ropa a considerar, así como la vital "psicología del personal". El equipo completo estaba en su lugar a fines del verano de 1942 y su caverna totalmente equipada y lista para la ocupación. Se preparó un manual completo sobre todos los aspectos de la operación y se consideró que se deberían preparar puestos de observación secretos similares en todo el mundo en caso de guerras futuras. Sin embargo, la Operación Tracer nunca fue necesaria, ya que Adolf Hitler desvió su atención de Gibraltar hacia el Frente Oriental.
La operación había estado nublada de misterio hasta el descubrimiento de documentos en la Oficina de Registro Público en Kew, Reino Unido. Anteriormente en la década de 1960, sus contactos del servicio de inteligencia le contaron detalles de la historia a un periodista y los escribió como "Operación Mono", aunque los hechos eran muy escasos.
En 1997, el grupo de espeleología de Gibraltar descubrió en Gibraltar "Stay Behind Cave" (como se la conocía), pero nunca se obtuvo ninguna cuenta de nadie asociado con la misión. El descubrimiento se produjo cuando el grupo encontró una fuerte ráfaga de viento en un túnel. Una búsqueda más profunda los llevó a romper una pared en cámaras que nunca habían sido utilizadas y que habían permanecido selladas por más de 50 años.
En noviembre de 2006, Jim Crone y el sargento mayor Pete Jackson, guía sénior de túneles del Regimiento Real de Gibraltar, se encontraron posiblemente con el único miembro de la Operation Tracer que aún estaba vivo cuando viajaron para encontrarse con el Dr. WA Bruce Cooper en su casa en Inglaterra. Cooper, con 92 años en ese momento, brindó la oportunidad de arrojar luz sobre la operación con su participación directa en la misión como cirujano-teniente en la Reserva de Voluntarios de la Marina Real (RNVR). Recordó historias sobre sus colegas, su entrenamiento y sus sentimientos sobre la tarea.

## Campaña mediterránea de submarinos: 1941–1944
La campaña mediterránea de submarinos duró aproximadamente del 21 de septiembre de 1941 a mayo de 1944. La Kriegsmarine intentó aislar Gibraltar, Malta y Suez e interrumpir las rutas comerciales de Gran Bretaña. Se enviaron más de sesenta submarinos para interceptar el envío aliado en el mar Mediterráneo. Muchos de estos submarinos fueron atacados navegando el estrecho de Gibraltar controlado por Gran Bretaña. Nueve submarinos se hundieron al intentar el paso y diez más sufrieron daños.

## Campaña del norte de África: 1942

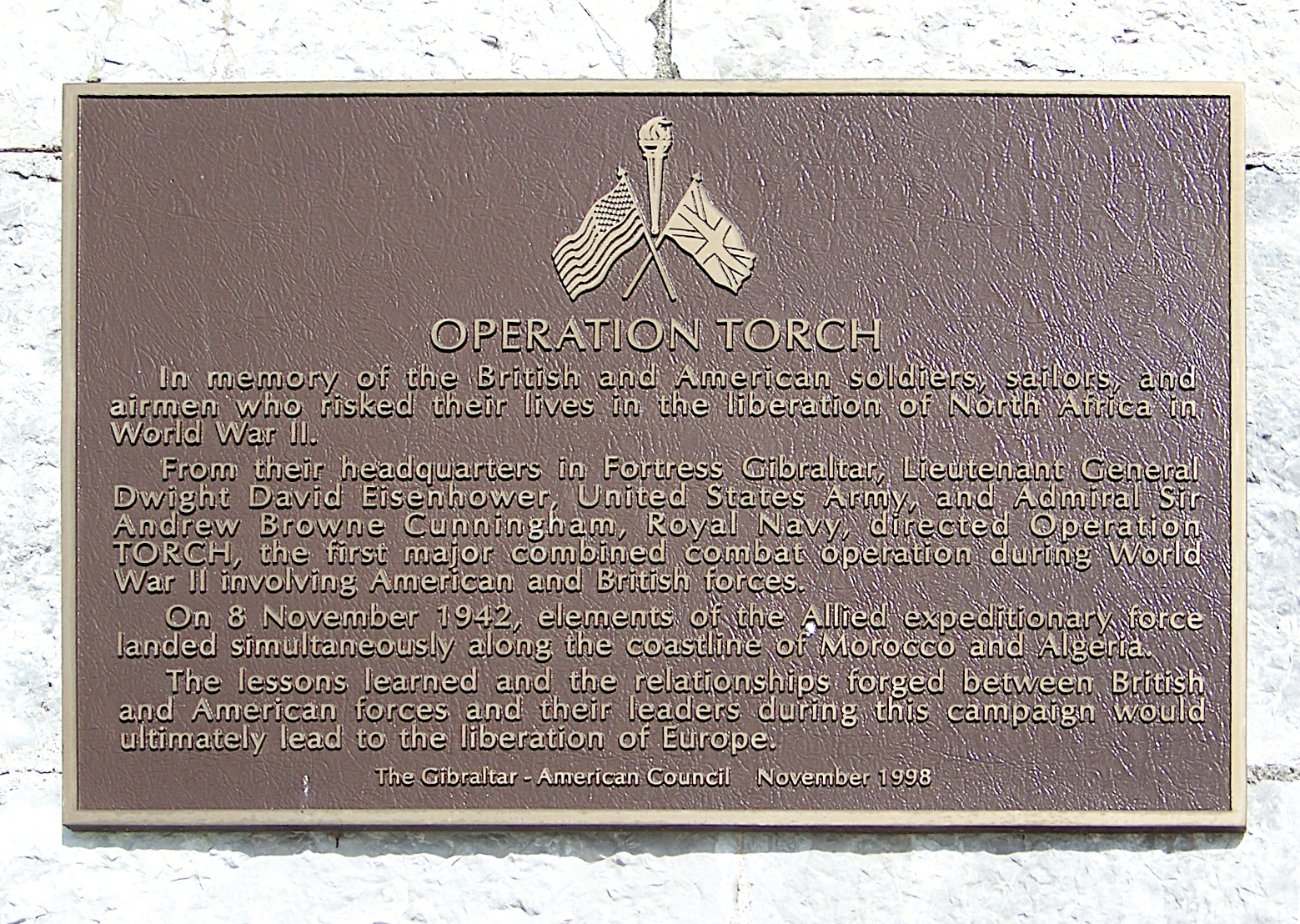
Placa conmemorativa de la Operación Antorcha en el Monumento naval de Gibraltar en Gibraltar.

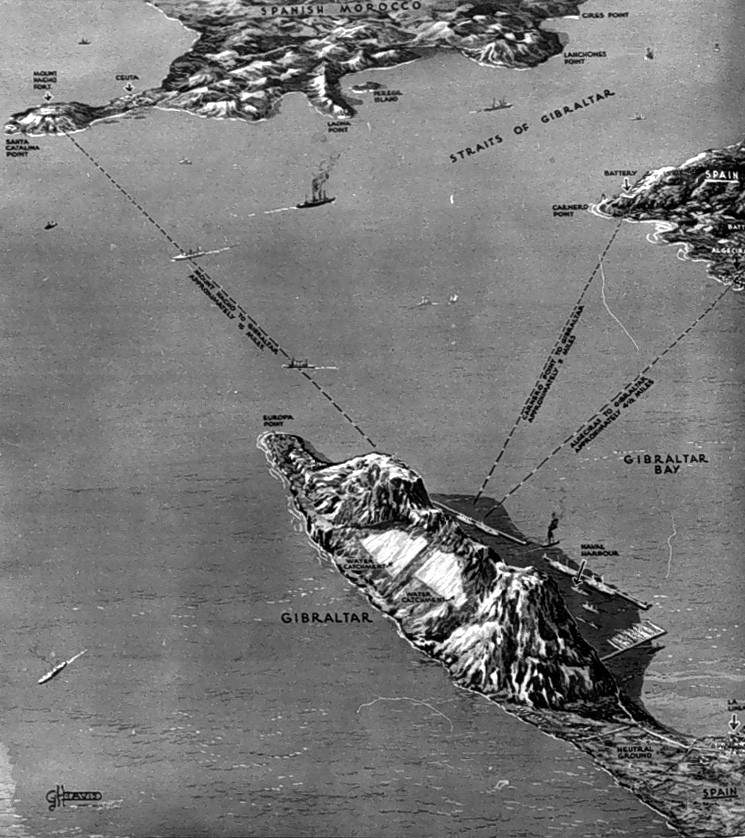
Mapa de 1939 del Estrecho de Gibraltar, publicado en The Illustrated London News.

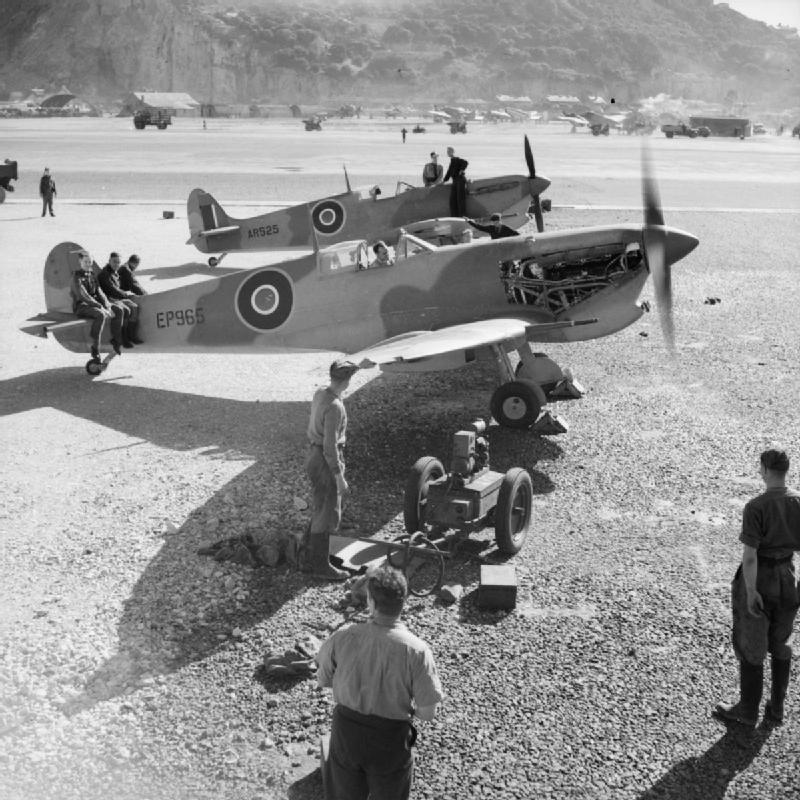
Cazas Supermarine Spitfire Mark Vs reunidos por el Special Erection Party para la Operación Antorcha, sometidos a pruebas iniciales de los motores en North Front, Gibraltar. El Special Erection Party se estableció en Gibraltar en julio de 1942 para ensamblar y probar aviones transportados desde Gran Bretaña por mar para ayudar al sitio de Malta El 28 de octubre de 1942 llegó un envío inesperado de 116 Spitfires y 13 Hawker Hurricanes para prepararse para los desembarcos aliados en el norte de África (Operación Torch).

Los planes para la contraofensiva aliada después del ataque a Pearl Harbor estaban en curso a mediados de 1942. Una invasión de Europa en 1943 sería inviable, pero los aliados podrían atacar el "vientre débil de Europa" a través del Mediterráneo, como lo expresó el primer ministro Winston Churchill. Diseñado por el presidente Franklin Roosevelt y Churchill y cuyo nombre en código era Operación Torch, el plan era ocupar el norte de África francesa: Marruecos , Argelia y Túnez. Desde estas colonias francesas, se podrían lanzar ataques que expulsarían a Italia de la guerra.
En julio de 1942, el teniente general Dwight D. Eisenhower fue nombrado comandante en jefe aliado de la Operación Antorcha. Churchill colocó a Gibraltar bajo el mando del general Eisenhower como sede temporal de esta, la primera operación angloamericana de la guerra a gran escala. Llegó a Gibraltar el 5 de noviembre de 1942 para hacerse cargo, no solo del comando de la Operación Torch, sino también del comando militar de Gibraltar.
El general Eisenhower se quedó en The Convent , la residencia oficial del gobernador , pero su cuartel general operativo estaba en una pequeña cámara en un túnel en el corazón de la Roca. En sus memorias, el general Eisenhower escribió:

Los pasajes subterráneos debajo de la Roca proporcionaron el único espacio de oficina disponible, y en ellos se encontraba el equipo de señalización por el cual esperábamos mantenernos en contacto con los comandantes de las tres fuerzas de asalto. La eterna oscuridad de los túneles estaba aquí y allá parcialmente perforada por débiles bombillas eléctricas. El aire húmedo y frío en los pasillos de bloques largos estaba lleno de estancamiento y no respondía notablemente a los ruidos de los ventiladores eléctricos. A través de los techos arqueados llegó un goteo constante, goteo, goteo de agua superficial que cumplió fielmente pero tristemente los segundos de la espera interminable, casi insoportable, que siempre ocurre entre la finalización de un plan militar y el momento en que comienza la acción.

Cien mil soldados en alta mar en una multitud de transportes convergieron en Gibraltar. Más de 400 aviones de todo tipo se apiñaron en las áreas de dispersión alrededor de la pista de Gibraltar. Los combatientes habían sido enviados en cajas y reunidos en el aeródromo. Cada área de almacenamiento disponible fue ocupada con municiones , combustible y otros suministros esenciales. 168 pilotos estadounidenses fueron alojados en los cuarteles de la RAF en el Frente Norte.
El 8 de noviembre de 1942, 466 aviones de Gibraltar aterrizaron en aeródromos capturados del norte de África.
Desde su cuartel general en Gibraltar, el general Eisenhower y el almirante Sir Andrew Browne Cunningham dirigieron la Operación Antorcha, la primera operación de combate combinada de importancia durante la Segunda Guerra Mundial que involucró a las fuerzas estadounidenses y británicas.

### Túneles de guerra
Dado que Gibraltar era un pueblo pequeño con solo unas pocas defensas que lo protegían, la solución fue construir una serie masiva de túneles y cámaras dentro de la protección natural del peñón de Gibraltar. Esta "ciudad" dentro de la Roca contenía su propia central eléctrica, suministro de agua y hospital. Algunos soldados publicados aquí no verían la luz del día durante meses. Dos compañías de ingenieros canadienses, los únicos soldados con taladros con punta de diamante y 5 compañías de ingenieros británicos, agregaron unos 48 kilómetros (30 millas) de tales túneles, una hazaña que se creía imposible en ese momento. Eso fue suficiente para mantener a todos los 30 000 soldados en la roca. Hoy, la roca tiene más túneles que carreteras.

## Muerte de Władysław Sikorski: 1943

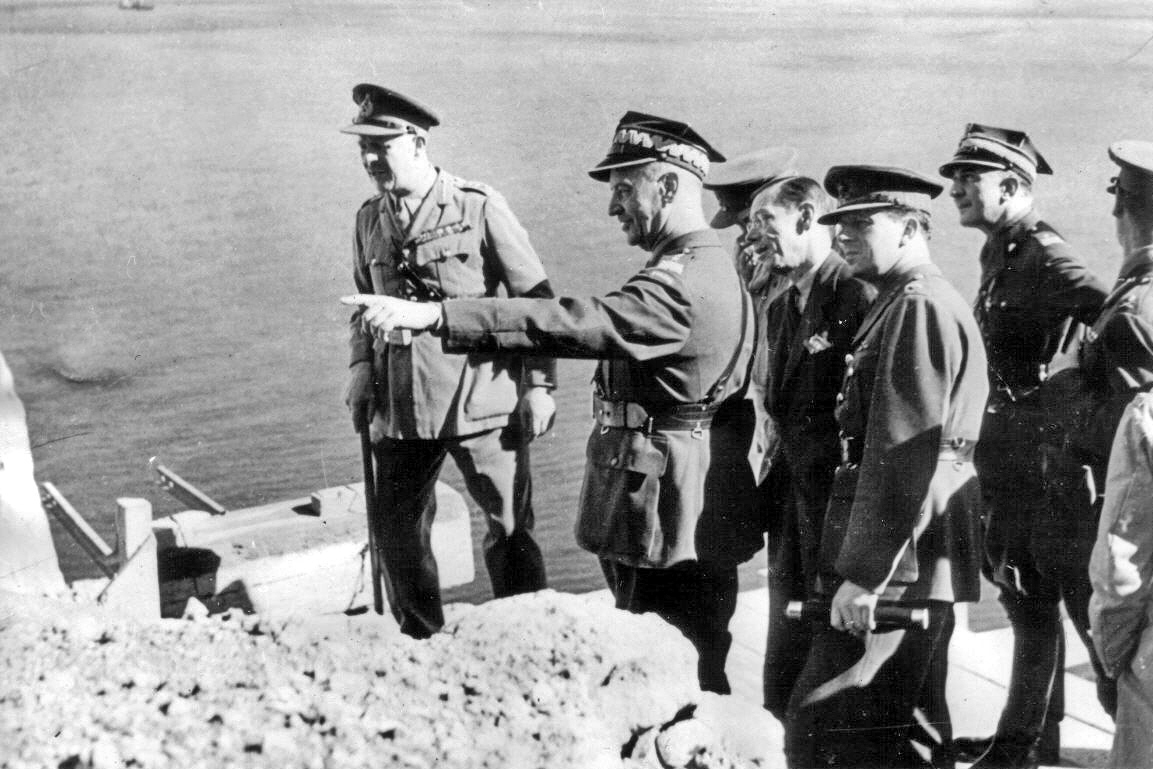
Sikorski sobre el peñón de Gibraltar, inspeccionando las fortificaciones de Gibraltar.

El 4 de julio de 1943, un bombardero Libertador del Comando de Transporte de la RAF despegó de Gibraltar hacia Inglaterra. A bordo viajaba el general Wladyslaw Sikorski, el primer ministro del Gobierno de Polonia en el exilio en Londres y también el comandante en jefe de sus fuerzas armadas, al regresar de visitar las tropas polacas en el Medio Oriente.
El avión comenzó a volar desde la pista, se estabilizó para ganar velocidad, pero de repente perdió altura y se estrelló contra el puerto. El general de 62 años murió, junto con otros 15 personas. El único sobreviviente fue el piloto de origen checo, Eduard Prchal, quien fue rescatado por un lanzamiento de la RAF. Los cuerpos de cinco pasajeros y la tripulación, incluida la hija de Sikorski, nunca fueron encontrados.
Los ataúdes del general Sikorski y su jefe de personal, el general Kilimecki, estaban cubiertos con la bandera nacional polaca y yacían en el estado en la Catedral de Santa María la Coronada. Después de una Misa de Réquiem, los cuerpos fueron llevados en procesión a HM Dockyard con todos los honores militares para ser enviados a Londres en anticipación de que los restos del general Sikorski algún día serían devueltos a una Polonia liberada. La ruta al astillero estaba bordeada por tropas británicas y los ataúdes llevados y escoltados por militares polacos.

### Investigación

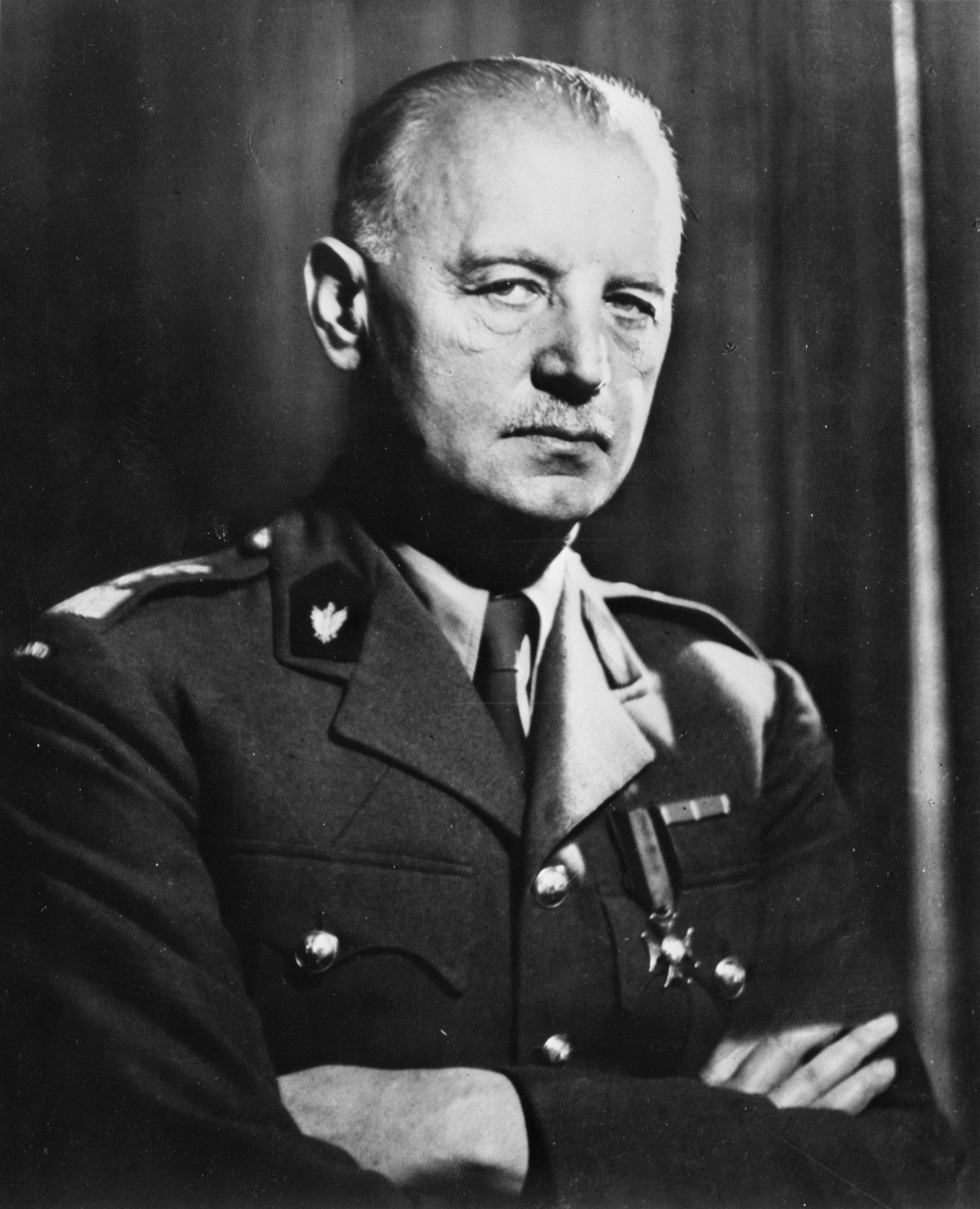
Władysław Sikorski, primer ministro de Polonia, murió en Gibraltar después de un accidente de aviación. Su muerte se convirtió en una causa célebre y en el tema de múltiples teorías conspirativas.

En 1943, un Tribunal de Investigación británico investigó el accidente del Liberator II AL523 de Sikorski , pero no pudo determinar la causa probable, descubriendo solo que se trataba de un accidente y que el "avión se volvió incontrolable por razones que no se pueden establecer". Una teoría popular era el mantenimiento técnico insuficiente que conducía a un bloqueo de los controles de las aeronaves. A pesar de este hallazgo, el contexto político del evento, junto con una variedad de circunstancias curiosas, inmediatamente dio lugar a especulaciones de que la muerte de Sikorski no había sido un accidente, y de hecho pudo haber sido el resultado directo de un soviético, británico o incluso conspiración polaca.

## Consecuencias
La rendición de Italia en septiembre de 1943 levantó cualquier posible objeción al regreso de los evacuados a la "Roca". Como resultado, se estableció una Junta de Reasentamiento en noviembre, y en una reunión de la Junta el 8 de febrero de 1944, finalmente se acordaron las prioridades de repatriación. El 6 de abril de 1944, el primer grupo de 1367 repatriados llegó a la Roca directamente desde el Reino Unido y el 28 de mayo, el primer grupo de repatriación salió de Madeira, y para fines de 1944 solo 520 evacuados no prioritarios permanecían en la isla.

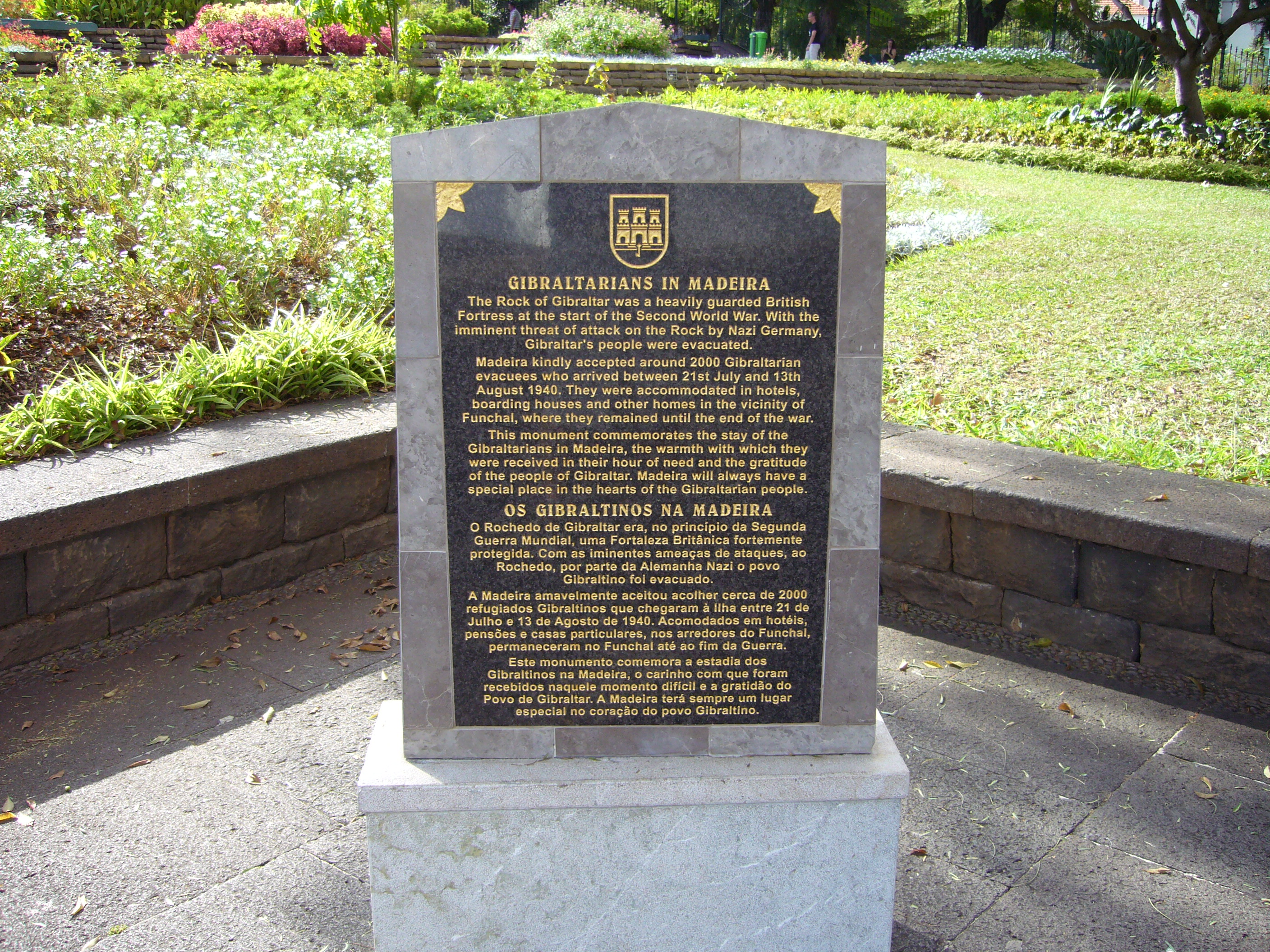
Monumento para recordar a los evacuados gibraltareños en Madeira.

En Londres, los recién llegados reclamaban el alojamiento de los evacuados en tiempos de guerra y 500 gibraltareños fueron reevacuados a Escocia y 3000 a campamentos en Irlanda del Norte. Aunque el gobernador, el teniente general Sir Noel Mason-MacFarlane, luchó valientemente en nombre de los evacuados y no aceptó la falta de alojamiento como razón suficiente para las demoras. Hasta 1947 todavía había 2000 en los campamentos de Irlanda del Norte. El último de los evacuados no volvió a ver la Roca hasta 1951.